# Matías el Apóstol
Matías (del hebreo מַתִּתְיָהוּ, Matityahu, en griego koiné Μαθθίας, Maththías ) (muerto ca. 80 d. C.), según los Hechos de los Apóstoles, fue elegido apóstol después de la muerte y resurrección de Jesús de Nazaret para sustituir a Judas Iscariote tras su traición a Jesús y su posterior suicidio. Su llamado como apóstol es único en que su nombramiento no fue hecho personalmente por Jesús, quien de acuerdo a la enseñanza cristiana ya había ascendido al cielo, y también se hizo antes de la venida del Espíritu Santo sobre la Iglesia primitiva.

## Nombre y elección
Su nombre significa regalo de Dios, lo mismo que el de Matatías (1 Mac 2,1) y Mateo. Todos ellos derivan de una dicción hebrea a la que se añade la forma apocopada del nombre de Yahvé, resultando mattityahu (Matatías), que a su vez se abrevia de dos maneras: mattai (Mateo) y mattiit (Matías). El entronque filológico y el significado de los dos últimos nombres ocasionó confusión entre los varios individuos de este nombre que reemplazó a Judas Iscariote.
Aparece Matías en el Nuevo Testamento cuando entró en el grupo de los Doce (Hechos 1,21-26). Según los requisitos exigidos en este texto Matías debió de ser un discípulo de la primera hora y, en términos generales, seguir, en compañía de los Doce, las incidencias de la vida y ministerio de Jesús, de cuyos hechos y doctrinas debía dar testimonio; lo cual da cierta verosimilitud a la noticia de Eusebio (Hist. Ecl., 1,12.3: PG 20,117) sobre la posibilidad de que Matías fuese uno de los «Setenta» (Lc 10,1). Tal vez fue testigo de la Resurrección de Jesús, y pudo presenciar alguna aparición del mismo.
A la muerte de Jesús, y a los pocos días de la Ascensión, San Pedro reunido con la comunidad cristiana (unas 120 almas) en Jerusalén explicó que, según estaba previsto en las Escrituras (Salmos 41:9), uno de los Apóstoles había prevaricado (Hechos 1:17-25), y que otro había de reemplazarle: "Sean sus días pocos, tome otro su oficio" (Salmos 109:8); por tanto, se imponía una elección. Se propusieron dos nombres: «José, por sobrenombre Barsaba, llamado Justo, y Matías». Se pronunció una oración dirigida al Señor para que manifestase su voluntad acerca de elección del nuevo Apóstol, lo mismo que antaño con la de los Doce primeros (Mc 3,13-19, par.), y se dejó al procedimiento de las suertes, corriente ya en el Antiguo Testamento (cfr. los 7,14.16; 14,2; lo 1,7), la manifestación de dicha voluntad. Ésta fue que la vacante de Judas la cubriese Matías.
¿Por qué «era necesario» nombrar uno para el puesto de Judas? Cuando Santiago el Mayor murió hacia el a. 44 (Hechos 12,2) no se nombró otro en su lugar, ni Pablo de Tarso fue nunca considerado su sustituto. Los «Doce Apóstoles» elegidos por Jesús lo son para el presente y para el futuro, cuando «juzguen (como nuevos «doce» patriarcas) a las doce tribus de Israel» (Mt 19,28; Le 22,31); y por su número ellos expresan una plenitud que, en este caso, representa la plenitud del Pueblo de Dios. Por la primera razón, Santiago al morir no dejó ninguna vacante, no terminó su apostolado; mientras que la traición de Judas y su muerte sin arrepentimiento eficaz fueron interpretadas como una deserción, un «apartarse» (parabáinein; Hechos 1,25), un «dejar su lugar desierto» (Hechos 1,20); la necesidad de un nuevo Apóstol nacía no de la muerte de Judas sino de su deserción. Por la segunda razón, era necesario completar el número de «doce».

## Actividad de Matías
Existen tradiciones, muy variadas, a veces contradictorias, acerca del resto de su vida. Nicéforo Calixto (Hist. Ecl., 11,40: PG 145,865) refiere lo siguiente: «Matías, que rellenó la docena, atracó en Etiopía primeramente, y después... de haber llevado las multitudes a Cristo, con ánimo valeroso, recibió la corona del martirio» (cfr. Clemente de Alejandría, Stromata, IV,9.71: PG 8,1281). Otras leyendas se encuentran en los Hechos de Andrés y Matías.
Se le atribuyen tres escritos apócrifos: 
a) un Evangelio de Matías al que se refiere Orígenes: «corre también el Evangelio según Tomás y el según Matías» (Hom. in Lucam, I: PG 13,1803). Un testimonio de Eusebio (Híst. Ecl., 111,25.6: PG 28,269) alude al mismo y algunos entienden que habla también de sus actos. 
b) las Tradiciones de Matías, de las que Clemente Alejandrino cita tres sentencias (Stromata, 11,9.45: PG 8,981; 4.26: PG 8,1132; VII,13.82: PG 9,513; cfr. ib. IV,6.35: PG 8,1248 lo que se dice de Zaqueo o «Matías»). Estos dos escritos tal vez proceden de la primera mitad del s. II.

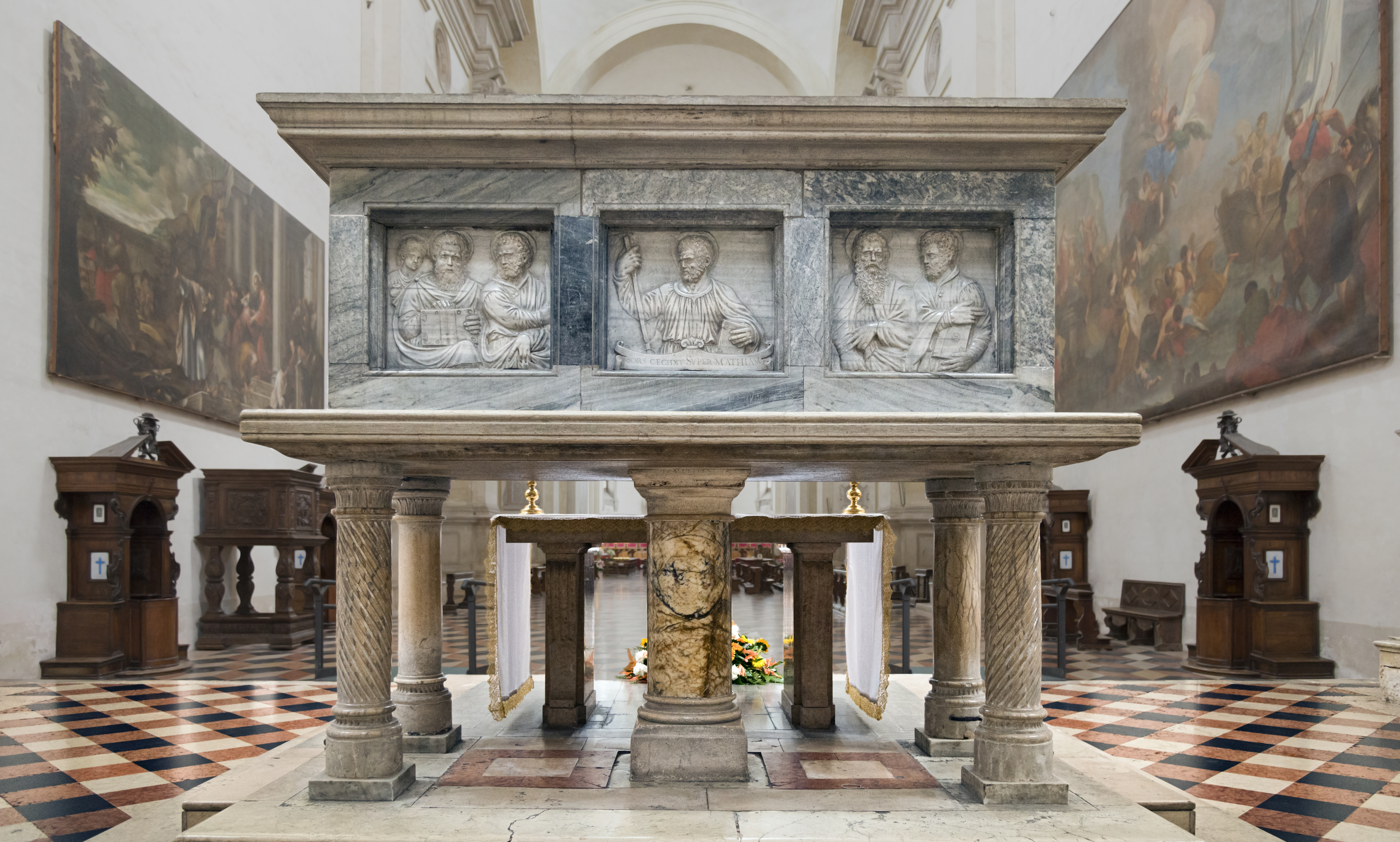
Su relicario en Padua.

c) Clemente de Alejandría (Stromata, VII,17.108: PG 9,552) e Hipólito Romano (Refutación, VII,20.1: PG (Orígenes) 16 (3 parte) 3.302) hablan de «palabras secretas» que Matías recibió del Salvador y comunicó a Basílides y otros gnósticos del s. II. La investigación no llega a establecer hasta qué punto estos tres escritos son una sola o diversas obras, ni si es Matías o Mateo el «escritor» del Libro de Tomás con sus «secretas palabras» proveniente de Nag Hamadi (cfr. J. Doresse, Les livres secrétes des gnostiques d'Égypte, París 1958). En los Acta Apostolorum Apocrypha (II,I,65-116, editados por M. Bonnet en Leipzig 1891-98, reimp. 1959) figura en griego “Los Actos de Andrés y Matías en el país de los antropófagos” (¿obra del s. VI?).
Se dice que las reliquias de Matías fueron, por encargo de Santa Elena, llevadas a Tréveris, donde se venera su tumba en la abadía dedicada al Santo. También hay reliquias en Roma (Santa María Mayor) y en Padua (Santa Justina), también en la iglesia de San Pedro en Lima, Perú. Es también patrón de los carniceros y de los arquitectos. 
Su fiesta se celebra en la iglesia latina el 14 de mayo; en las Baleares y Aragón el 24 de febrero, y en la iglesia griega, el 9 de agosto.